# Georg III (Виттгенштайн)
Георг III фон Виттгенштайн (нем. Georg III von Wittgenstein, 1491 в замке Виттгенштайн над Бад-Ласфе — 1558) — принц Виттгенштайна, деятель католической церкви Кёльнского курфюршества.

## Биография и церковная деятельность
Георг III родился в 1491 году и стал третьим сыном графа Эберхарда фон Виттгенштайна. Поскольку его два старших брата разделили между собой графство, то Георг, которому не досталось наследства, был вынужден пойти на церковную службу. Восьмилетним мальчиком он уже был зарегистрирован как каноник в Кёльнском регистре; Летом 1501 года он учится вместе с братом Иоганном в Эрфуртском университете. В том же семестре здесь учился Мартин Лютер. Георг позже станет самым ярым его противником.
Георг III быстро поднимался по церковной служебной лестнице. Он не только каноник в Кёльне, но служит настоятелем штифта Св. Патрокла в Зосте, настоятелем штифтов Св. Гереона и Свв. Апостолов в Кёльне и деканом Кёльнского собора. Наконец, как главному строителю собора, ему были предоставлены широкие полномочия в финансовых и имущественных вопросах кельнских монастырей.
Доходы от этих должностей делает его богатым человеком. Он становится владельцем нескольких красивых домов в Кёльне, один из которых, расположенный в Эренпфорте, он сдаёт в аренду мэру города. Другой, так называемый Виттгенштайнер хоф на улице Транкгассе, расположенный совсем рядом с собором, служит его курией. Ему часто приходится помогать своим братьям-правящим графам, испытывающим финансовые затруднения. Он организовал курсы обучения и церковную карьеру для своих племянников, графов Георга IV, Людвига и Бернхарда, которые, как оставленные без наследства дети, также были предназначены для духовной карьеры.
Георг III умер будучи ослепшим в 1558 году. Он служил своей церкви с рвением и большой самоотдачей на своих многочисленных и ответственных должностях и активно выступал в защиту католической церкви.  Он воспротивился, хотя и безуспешно, введению Реформации на родине Виттгенштайна и даже предотвратил попытку реформации в архиепископстве Кёльна своими решительными церковно-политическими усилиями, «в то время как другие лежали на спине и храпели».